# Kethuvim
Kethuvim (hebr. כתובים Skrifterne) er den tredje og sidste afdeling i den jødiske bibel, Tanakh, som følger efter Torah (Loven) og Nevi'im (Profeterne). Bliver på dansk ofte omtalt som Hagiographa eller Skrifterne. Der er i alt 11 bøger i samlingen som desuden indgår i den kristne bibel.
Samlingen indeholder de tre poetiske skrifter: Salmernes Bog, Ordsprogenes Bog og Jobs Bog; de fem ruller (Hamesh Megillot): Højsangen, Ruth, Klagesangene, Prædikerens Bog og Esters Bog; derefter følger Daniels Bog, Ezras Bog og Nehemias' Bog som et værk og desuden Første og Anden Krønikebog som et værk.